# Iveco Stralis
Iveco Stralis er en lastbil fra Iveco, som dækker vægtklassen fra 19 ton og opefter, over Eurocargo.

## Motorer
Alle motorerne er fireventilede R6-dieselmotorer med pumpe/dyse-indsprøjtning, overliggende knastaksel og i nogle tilfælde variabel turbolader.
Motorerne fås i tre forskellige størrelser i forskellige effekttrin:
- Cursor 8, 7,8 liter slagvolume, 228−265 kW (310−360 hk)
- Cursor 10, 10,3 liter slagvolume, 309/331 kW (420/450 hk)
- Cursor 13, 12,9 liter slagvolume, 368/412 kW (500/560 hk)

Alle motorer er udstyret med en effektstærk dekompressionsmotorbremse, Iveco Turbobrake.

## Historie
Stralis kom på markedet i 2002 som efterfølger for EuroStar (fjerntransport, Stralis AS) og EuroTech (Stralis AT hhv. Stralis AD). I 2003 blev den udnævnt til Truck of the Year. I 2006 introduceredes Stralis II, i første omgang under navnet Stralis Cube, som havde fået et kraftigt facelift. Stralis bygges i Madrid.
- Iveco Stralis AS 430, (2002 -2007)
- Stralis i motorsport